# Diego Centurión
Diego Omar López Centurión (Caaguazú, 5 giugno 1982) è un calciatore paraguaiano, attaccante del Sportivo Luqueño.